# Tumulus dit La Tour Basse
La motte de la Tour Basse est une motte castrale des Xe et XIe siècles située à Plorec-sur-Arguenon, en France.

## Localisation
La motte de la Tour Basse est située sur le territoire de la commune de Plorec-sur-Arguenon, au lieu-dit Guénault, dans le département des Côtes-d'Armor, en Bretagne.
Cette ancienne motte féodale située sur la rive est de l'Arguenon accueillait aux Xe et XIe siècles une fortification en bois. La motte féodale des Bourgs-Heussas, sur la commune de Pléven, lui faisait face sur la rive ouest. Le château de la Hunaudaye, au sud de Pléven, leur a succédé à partir du XIIIe siècle.

## Description
La motte de la Tour Basse, en assez bon état, est de forme ronde et entourée d'anciennes douves. Un panneau d'information est placé à l'entrée du site.

## Protection
Le site a été classé au titre des monuments historiques par arrêté du 28 août 1934.